# Rocky Balboa
Robert "Rocky" Balboa, Sr. glavni je lik serije filmova o Rockyju. Lik Rockyja je izmislio glumac Sylvester Stallone, koji ga je također glumio u svih sedam filmova. Prikazan je kao običan čovjek koji je počeo svladavati životne prepreke i prepreke u karijeri profesionalnog boksača. Lik je temeljen na Chucku Wepneru, boksaču koji se borio protiv Muhammada Alija i izgubio na nokaut u petnaestoj rundi. Ime, ikonografija i stil borbe inspirirani su boksačkom legendom Rockyjem Marcianom.

## Životopis
Robert "Rocky" Balboa je rođen u Philadelphiji, Pennsylvania, 6. srpnja 1945., što je godinu dana prije stvarnog rođenja Sylvestera Stallonea. Bio je jedinac u talijansko-američkoj obitelji. Prezime Balboa/Valboa (što otprilike znači "prekrasna dolina") potječe iz Galicijskih govornih područja, iz grada u sjeverozapadnoj Španjolskoj, što znači da vjerojatno ima djelomično iberijsko podrijetlo. Iz scene gdje Rocky priča sa svećenikom, ocem Carminom, vidljivo je da dobro razumije talijanski jezik, kao i iz scene gdje prevodi za Tommyja Gunna; međutim, nije određeno kako priča jezik jer su njegovi odgovori uvijek na engleskom.
Tijekom scene u kojoj Rocky vodi Adriannu "Adrian" Pennino na klizanje na Dan zahvalnosti, kaže joj: "Da, moj stari, koji nikada nije bio najbistriji, rekao mi je - Nisam rođen s puno mozga, pa bolje da koristim svoje tijelo.". To ga je nagnalo da se počne baviti boksom. Jako je trenirao kako bi postao kao njegov idol, Rocky Marciano. U nemogućnosti preživljavanja s plaćom koju mu donose klupske borbe, kao i nemogućnost da pronađe bilo kakav drugi posao, Rocky je dobio posao kao prikupljač novca za Tonyja Gazzoa, lokalnog lihvara, kako bi mogao spajati kraj s krajem. Krajem 1975., Rocky se borio u 64 borbe, pobjeđujući u njih 44 (38 KO-a) i gubeći u 20. Rocky je bio ponosan što nikad nije razbio nos u profesionalnoj borbi. Nadimak mu je "The Italian Stallion", kojeg je dobio zbog svojeg talijansko-američkog podrijetla.

## Osobni život
Balboa živi u Philadelphiji, Pennsylvania, a oženio je Adrianu "Adrian" Pennino 1976. godine tijekom Rockyja II. Bili su u braku 26 godina i imali su sina Roberta "Rockyja" Balbou, Jr., kojeg su, za razliku od oca, zovali Robert. Robert je rođen 1976. godine.
Nakon Adrianine smrti 2002. godine, Rocky i njegov brat Paulie živjeli su zajedno na kratko vrijeme, nakon čega se Paulie seli svojoj neimenovanoj djevojci. Rocky sada živi ponovno sam i ne može se pomiriti s trenutnim životom te konstantno misli o prošlosti. Uz pomoć Paulieve dugogodišnje poznanice Marie, Rocky nastavlja sa svojim životom i u procesu obnavlja odnos sa svojim jedinim djetetom, sinom Robertom.